# Passe-plat
Un passe-plat est une ouverture pratiquée dans un mur (ou un battant de porte) pour permettre de faire passer des plats d'une cuisine à une pièce mitoyenne, généralement une salle à manger ou un réfectoire. On le rencontre souvent dans l'architecture intérieure des restaurants ou des monastères où l'intérêt du dispositif est particulièrement appréciable. Il existe aussi parfois dans les logements, très souvent utilisé à titre décoratif, par exemple pour faire passer la lumière dans l'une ou l'autre des pièces.